# Мажар, Ивица
Ивица Мажар (сербохорв. Ивица Мажар / Ivica Mažar; 1915—1941) — югославский партизан Второй мировой войны, Народный герой Югославии.

## Биография
Родился в 1915 году в Баня-Луке в многодетной семье. Отец, Никола — налоговый инспектор (умер в 1927 году). Мать — Мария, домохозяйка. В семье также были братья Иосип, Драго (оба Народные герои Югославии), Бошко (боец 39-й дивизии НОАЮ) и сестра Нада.
Учась в гимназии, Ивица вступил в молодёжное революционное движение по совету баня-лукского коммуниста Никицы Павлича. В 1935 году, окончив гимназию, вступил в Союз коммунистической молодёжи Югославии и возглавил молодёжное движение одной из школ. В конце 1936 года при помощи друзей основал подпольную типографию. Был членом коммунистической организации имени Васы Пелагича. Окончил школу экономики, учился на экономическом факультете Загребского университета.
За время учёбы в экономической школе вступил в студенческое революционное движение, оказывая помощь революционерам. В 1937 году был принят в Компартию Югославии, в 1938 году возглавил горком Баня-Луки. Организовывал многочисленные стачки и забастовки как в городе, так и во всей Боснии. Часто арестовывался полицией. Участвовал в I областной конференции СКМЮ в Боснии летом 1940 года, на V земельной конференции КПЮ в октябре 1940 года в Загребе был назначен членом Комитета по защите земли.
В 1941 году Мажар вступил в ряды партизан после захвата страны. В июне бежал из города, спасаясь от преследования усташей. В конце июля обосновался в городе Яйце, приняв на себя руководство антифашистскими силами города. 6 августа был арестован полицией усташей, которые и установили его личность. Хотя коммунисты и попытались организовать освобождение пленного Ивицы, усташи перевели его сначала в Баня-Луку, а затем в Глину. После долгих пыток его отправили в Госпич, где он был расстрелян в конце августа.
После освобождения города останки партизана были перезахоронены в Баня-Луке, на Партизанском кладбище. Указом председателя ФНРЮ Иосипа Броза Тито 27 июля 1953 года Ивица Мажар был награждён посмертно званием Народного героя Югославии.